# Necallianassa
Necallianassa is een geslacht van kreeftachtigen uit de klasse van de Malacostraca (hogere kreeftachtigen).

## Soorten
- Necallianassa acanthura (Caroli, 1946)
- Necallianassa berylae Heard & Manning, 1998
- Necallianassa truncata (Giard & Bonnier, 1890)